# Henri Piéron
Henri Louis Charles Piéron (París, 18 de julio de 1881-París, 6 de noviembre de 1964), conocido como Henri Piéron, fue un psicólogo francés. Fue discípulo de Théodule-Armand Ribot y está considerado como uno de los fundadores de la psicología científica. Entre sus aportaciones, destaca su defensa de la vinculación existente entre la actividad mental y la actividad fisiólogica del cerebro, siendo por ello uno de los precursores del actual desarrollo de la psico-filosofía.

## Biografía
Henri Piéron provenía de una familia con formación universitaria. De hecho, su padre era egresado de la Escuela Normal Superior y agregado en Matemática. Henri finalizó sus estudios secundarios en el momento en que Francia se hallaba dividida por el caso Dreyfus. El joven Henri había tomado partido por Dreyfus, mientras que su padre no. 
En 1898, inició sus estudios de filosofía. Atraído por la psicología, sigue los cursos de Ribot en el Collège de France y los de Pierre Janet en la Sorbona. Con su diploma en el bolsillo, prepara la agregatura, al mismo tiempo que oficia de secretario de Janet, en su laboratorio de la Salpêtrière y aborda la investigación experimental en el laboratorio de Binet, pese al recibimiento poco “alentador” que este último le había brindado. Frecuenta también el laboratorio del zoólogo Alfred Giard, obtiene la licenciatura en ciencias naturales y emprendió la carrera de medicina, que no concluyó. Sus convicciones positivistas desagradan a uno de los miembros del jurado de la Agregatura de filosofía, por lo cual no la obtendrá hasta 1903, después de dos frustrados intentos y gracias al apoyo de Lucien Lévy-Bruhl. Fue nombrado profesor en el colegio de Saint-Germain-en-Laye, cargo que abandonó al año siguiente por el de secretario general de la Revue scientífique, dirigida entonces por Edouard Toulouse.

## Obra

### Algunas publicaciones
- con Nicolas Vaschide: La psychologie du rêve au point de vue médical. París, Baillière, 1902.

- con Édouard Toulouse, Nicolas Vaschide: Technique de Psychologie expérimentale. París, Doin, 1904.

- L'évolution de la mémoire. París, Flammarion, 1910.

- Le problème physiologique du sommeil. París, Masson, 1913.

- Le cerveau et la pensée. París, Alcan, 1923

- Éléments de Psychologie expérimentale. París, Vuibert, 1925.

- Psychologie expérimentale. París, A. Colin, 1927.

- Les sensibilités cutanées. París, A. Chahine et Maloine, 1928–1932.

- Le développement mental et l'intelligence. (Leçons professées à l'Université de Barcelone.) París, Alcan, 1929.

- Les réflexes sus-élémentaires. In: Georges Dumas (Herausgeber): Nouveau Traité de Psychologie. V. 2, p. 19–39. París, Alcan, 1932.

- L'attention. L'habitude et la mémoire. In: Georges Dumas: Nouveau Traité de Psychologie. V. 4, p. 3–136. París, Alcan, 1934.

- con Henri Laugier, H. Piéron, Édouard Toulouse, D. Weinberg Études docimologiques sur le perfectionnement des examens et concours. París, Conserv. Nat. des Arts et Métiers, 1934.

- Le toucher. In: G.-H. Roger, L. Binet (Herausgeber)  Traité de Physiologie normale et pathologique. V. 10, p. 1055–1228. París, Masson, 1935.

- La connaissance sensorielle et les problèmes de la vision. París, Hermann, 1936.

- Physiologie de la vision. In: Traité d'Ophtalmologie. V. 2, p. 497–768. París, Masson, 1939.

- Psychologie zoologique. In: Georges Dumas (Herausgeber) Nouveau Traité de Psychologie. V. 8, cap. 1. París, Presses Universitaires de France, 1941.

- La sensation, guide de vie.  París, Gallimard, 1945

- De l´actinie a l´homme. 2 Bände Presses universitaires, 1958/59

- como editor: Psychologie différentielle. V. 1 des Traité de Psychologie appliquée. París, Presses Universitaires de France, 1949.

- con Georges Heuyer, H. Piéron, A. Sauvy: Le niveau intellectuel des enfants d'âge scolaire, Publication de l'Institut national d'Études démographiques, 1950.

- Les problèmes fondamentaux de la Psychophysique dans la science actuelle. París, Hermann, 1951.

- Vocabulaire de la Psychologie (en cooperación con la Asociación de Trabajadores científicos). París, Presses Universitaires de France, 1951.